# Montlieu-la-Garde
Montlieu-la-Garde est une commune du Sud-Ouest de la France située dans le département de la Charente-Maritime (région Nouvelle-Aquitaine).
Ses habitants sont appelés les Montlieunais et les Montlieunaises.

## Géographie
La commune de Montlieu-la-Garde se situe dans le sud du département de la Charente-Maritime, en région Nouvelle-Aquitaine, dans l'ancienne province de Saintonge. Appartenant au midi de la France — on parle plus précisément de « midi atlantique », au cœur de l'arc atlantique, elle peut être rattachée à deux grands ensembles géographiques, le Grand Ouest français et le Grand Sud-Ouest français. Arrosée par la Livenne, elle est également le lieu de source de la Seugne.
Elle fut longtemps le chef-lieu de canton le plus élevé de tout le département de la Charente-Maritime, étant juchée sur une haute colline culminant à 142 mètres de hauteur. Depuis 2015, elle est un des pôles d'équilibre du canton des Trois Monts, dont le bureau centralisateur (chef-lieu) est situé à Montendre.

### Communes limitrophes
|              | Pouillac          | Saint-Palais-de-Négrignac |
| Chepniers    | Montlieu-la-Garde | Neuvicq                   |
| Bussac-Forêt | Bedenac           | Orignolles                |

### Toponymie
Le site est mentionné dans plusieurs chartes de la fin du XIe siècle et du début du XIIe siècle Monte Lucduno, Monte Leudone, Monte Lugduno, Montislucdonis, etc. Situé sur le territoire du peuple gaulois des Santons, il évoque une forteresse du dieu Lug (*Lugu-Dunon). Ce n'est qu'au XIIIe siècle que le nom est réinterprété en Mons Leonis, qui sera ensuite francisé en Mont-Léon, et évoluera jusqu'à la forme actuelle Montlieu.

## Histoire
La commune actuelle résulte de la fusion des anciennes communes de Montlieu et de La Garde le 1er février 1965.La Garde était elle-même le résultat de la fusion des communes de Chalaux et de Saint-Vivien par ordonnance royale le  9 novembre 1834.

### Les origines de la seigneurie
Les premiers seigneurs connus de Montlieu remontent à la fin du XIe siècle, début du XIIe siècle. Le cartulaire de Baignes nous indique un Guillaume de Montlieu (seigneur de « Monte Leudone ») et son fils Bertrand, cousin de Richard de Montendre, puis un Ramnulfe comme seigneurs de Montlieu.
En 1385, les troupes du roi de France, dirigées par le duc Louis II de Bourbon, reprennent Le château de Montlieu aux troupes anglo-gasconnes, lors de la guerre de Cent Ans. C'est à cette occasion que le roi Charles VI donne à Arnaud (ou Arnauton) de Bordes la seigneurie de Montlieu. Sa fille, Anne, épousera Charles de Saint-Gelais, qui récupèrera alors la seigneurie de Montlieu.

### Les principaux seigneurs de Montlieu
Très vite les Saint-Gelais s'allièrent aux Chabot dont plusieurs membres se distinguèrent au cours de l'histoire de France :
- Jean de Saint-Gelais (né vers 1457), chambellan de  Charles, comte d'Angoulême, père du futur François Ier. Il évolua dans l'entourage de louis XII, dont il écrira une biographie[6].

Parmi les faits qui lui sont connus, on peut citer celui-ci: Il fut dépêché par le comte d'Angoulême auprès d'Anne de Beaujeu, alors régente du royaume pour demander la libération de Louis d'Orléans (futur louis XII) capturé par l'armée royale lors de la bataille de Saint-Aubin-du-Cormier mettant fin à la guerre folle.
Sa fille, Jeanne de Saint-Gelais, épousa Charles Chabot, seigneur de Jarnac le 15 juin 1501.
Une clause du contrat de mariage imposa aux enfants de cette union de porter le nom de Saint-Gelais, sous peine de perdre la baronnie.
- Charles Chabot (mort en 1559), seigneur de Jarnac, Montlieu, etc., gouverneur de La Rochelle et du pays d'Aunis, maire perpétuel de Bordeaux, gouverneur du château du Hâ, vice-amiral de Guyenne, conseiller, chambellan et gentilhomme ordinaire de la chambre du Roi
- Guy Chabot (1509 - 1584), auteur du coup de Jarnac, même s'il n'était qu'à l'époque seigneur de Montlieu, son père ayant toujours le titre de seigneur de Jarnac. C'est un des chefs de file, en tant que  seigneur de Jarnac, du mouvement protestant en Saintonge, Aunis et Angoumois.
- Henri de Chabot, fondateur de la dynastie des Rohan-Chabot.

Il donna les terres de Montlieu à sa fille Jeanne-Pélagie de Chabot-Rohan, qui revinrent par mariage à Alexandre-Guillaume de Melun, duc d'Epinoy.

### La Révolution et leXIXesiècle

#### La Révolution
Les gens de Montlieu furent associés à ceux de Montguyon et de 19 autres paroisses (dont Saint-Vivien et Challaux) pour rédiger un cahier de doléances. Ce district pré-révolutionnaire était composé de 46 représentants.
Montlieu, au cours de la Révolution, fut un chef-lieu de district allant de Léoville à Saint-Aigulin.
Parmi les juges du tribunal du district de Montlieu, nous pouvons citer: Jean-Baptiste Thénard-Dumousseau et Louis-Nicolas Lemercier.
Montlieu étant une baronnie mineure peu visitée par ses seigneurs, le château était au moment de la Révolution en piteux état. Les pierres servirent alors aux gens de la région pour construire leur maison et à empierrer la future Nationale 10.

#### Le renouveau religieux auXIXesiècle
C'est en 1834 qu'est fondée, à Montlieu, une école presbytérale de garçons, qui deviendra en 1847 un "petit séminaire" du diocèse de La Rochelle. Ce petit Séminaire durera jusqu'en 1906 avant de devenir un hospice de vieillards.
Ce petit séminaire fut construit à la place de l'ancienne église Saint Roch, rasée pour l'occasion et remplacée par une chapelle (construite en 1860 sous la direction de l'architecte Gustave Alaux).
Cette école eut une influence importante dans la culture et la vie locales, en particulier, sous la direction de l'abbé Rainguet (1809-1882).

### Montlieu et leXXesiècle

#### La Première Guerre mondiale
Au cours de la Première Guerre mondiale, Montlieu accueillit un hôpital militaire. Il existe d'ailleurs un carré militaire dans le cimetière que la commune honore chaque année lors des cérémonies du 11 novembre.

#### La Seconde Guerre mondiale
Montlieu et La Garde étaient en zone occupée. Les deux villages furent témoins de deux évènement remarquables:
- L'arrestation de deux soldats (Laver et Mills) qui se repliaient à la suite de l'opération Frankton (en décembre 1942).
- La chute d'une forteresse volante B24, le 31 décembre 1943. La commune commémore tous les 31 décembre le souvenir de ce triste jour au monument érigé en l'honneur de ces soldats américains décédés au cours de leur mission.

## Urbanisme

### Typologie
Au 1er janvier 2024, Montlieu-la-Garde est catégorisée commune rurale à habitat dispersé, selon la nouvelle grille communale de densité à 7 niveaux définie par l'Insee en 2022.
Elle est située hors unité urbaine et hors attraction des villes,.

### Occupation des sols
L'occupation des sols de la commune, telle qu'elle ressort de la base de données européenne d’occupation biophysique des sols Corine Land Cover (CLC), est marquée par l'importance des forêts et milieux semi-naturels (48,1 % en 2018), en diminution par rapport à 1990 (49,3 %). La répartition détaillée en 2018 est la suivante : 
forêts (47,2 %), zones agricoles hétérogènes (29,1 %), terres arables (17,6 %), zones urbanisées (2,5 %), mines, décharges et chantiers (1,7 %), prairies (1,1 %), milieux à végétation arbustive et/ou herbacée (0,8 %). L'évolution de l’occupation des sols de la commune et de ses infrastructures peut être observée sur les différentes représentations cartographiques du territoire : la carte de Cassini (XVIIIe siècle), la carte d'état-major (1820-1866) et les cartes ou photos aériennes de l'IGN pour la période actuelle (1950 à aujourd'hui).

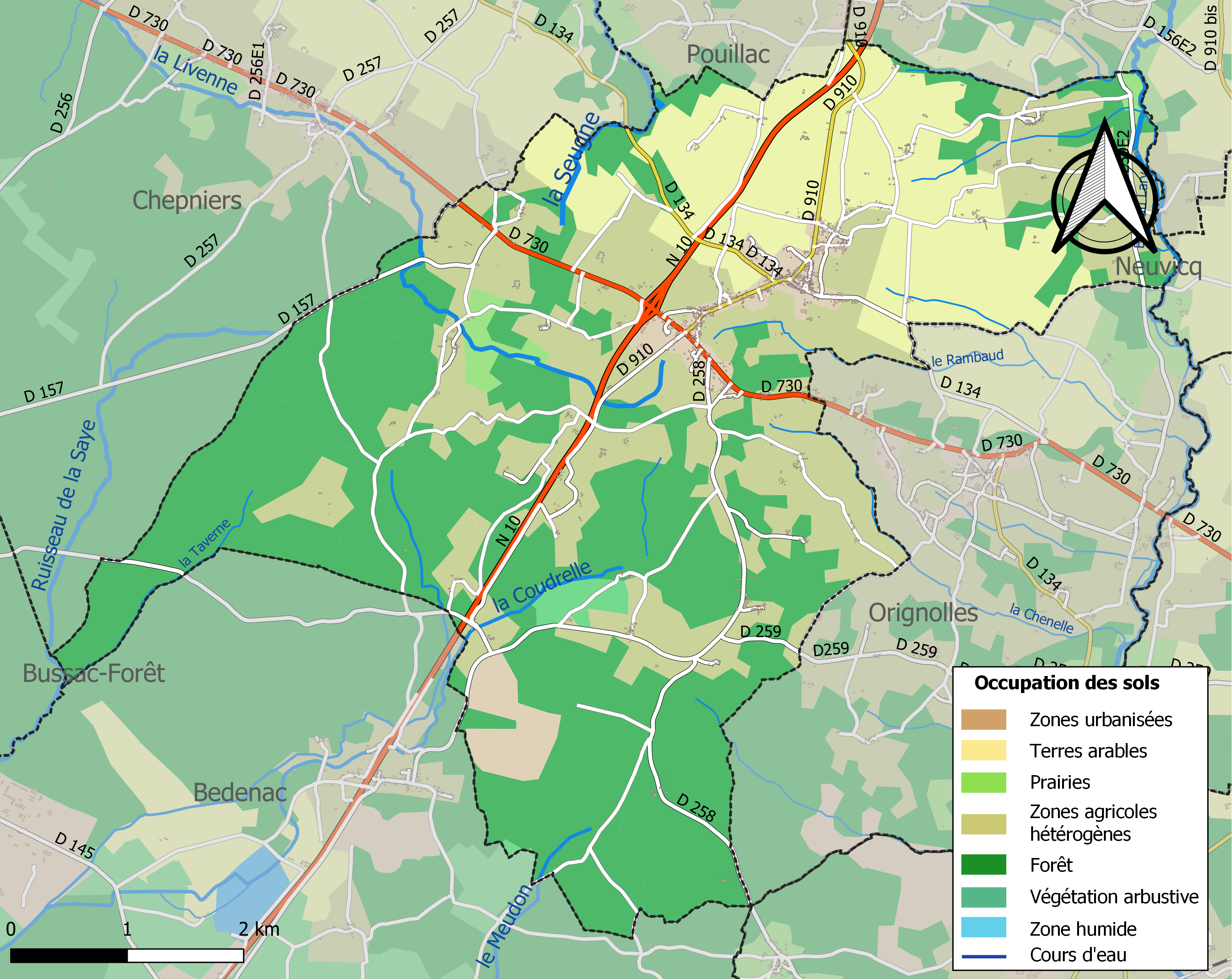
Carte des infrastructures et de l'occupation des sols de la commune en 2018 (CLC).

### Risques majeurs
Le territoire de la commune de Montlieu-la-Garde est vulnérable à différents aléas naturels : météorologiques (tempête, orage, neige, grand froid, canicule ou sécheresse), inondations, feux de forêts, mouvements de terrains et séisme (sismicité faible). Il est également exposé à un risque technologique, le transport de matières dangereuses. Un site publié par le BRGM permet d'évaluer simplement et rapidement les risques d'un bien localisé soit par son adresse soit par le numéro de sa parcelle.

#### Risques naturels
Certaines parties du territoire communal sont susceptibles d’être affectées par le risque d’inondation par débordement de cours d'eau, notamment le Lary, la Coudrelle, le Meudon, la Seugne et la Livenne. La commune a été reconnue en état de catastrophe naturelle au titre des dommages causés par les inondations et coulées de boue survenues en 1982, 1993, 1999 et 2010,.
Montlieu-la-Garde est exposée au risque de feu de forêt du fait de la présence sur son territoire du massif de la Double saintongeaise, un massif classé à risque dans le plan départemental de protection des forêts contre les incendies (PDPFCI), élaboré pour la période 2017-2026 et qui fait suite à un plan 2007-2016. Les mesures individuelles de prévention contre les incendies sont précisées par divers arrêtés préfectoraux et s’appliquent dans les zones exposées aux incendies de forêt et à moins de 200 mètres de celles-ci. L’article L.131-1 du code forestier et l’arrêté du 2 décembre 2020 règlementent l'emploi du feu en interdisant notamment d’apporter du feu, de fumer et de jeter des mégots de cigarette dans les espaces sensibles et sur les voies qui les traversent sous peine de sanctions. Un autre arrêté du 2 décembre 2020 rend le débroussaillement obligatoire, incombant au propriétaire ou ayant droit,,,.

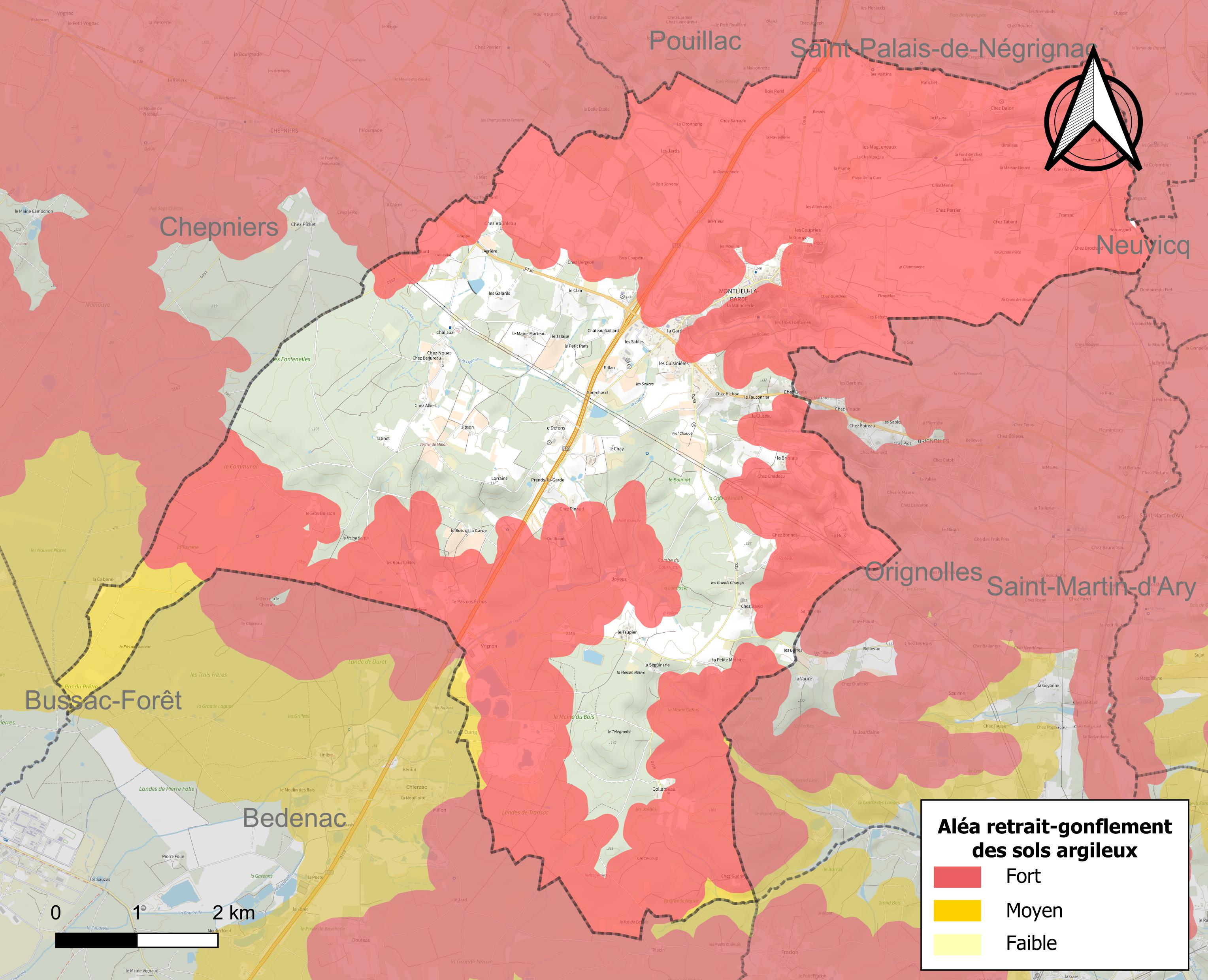
Carte des zones d'aléa retrait-gonflement des sols argileux de Montlieu-la-Garde.

Les mouvements de terrains susceptibles de se produire sur la commune sont des affaissements et effondrements liés aux cavités souterraines (hors mines) et des tassements différentiels. Par ailleurs, afin de mieux appréhender le risque d’affaissement de terrain, l'inventaire national des cavités souterraines permet de localiser celles situées sur la commune.
Le retrait-gonflement des sols argileux est susceptible d'engendrer des dommages importants aux bâtiments en cas d’alternance de périodes de sécheresse et de pluie. 66,8 % de la superficie communale est en aléa moyen ou fort (54,2 % au niveau départemental et 48,5 % au niveau national). Sur les 620 bâtiments dénombrés sur la commune en 2019, 358 sont en aléa moyen ou fort, soit 58 %, à comparer aux 57 % au niveau départemental et 54 % au niveau national. Une cartographie de l'exposition du territoire national au retrait gonflement des sols argileux est disponible sur le site du BRGM,.
Par ailleurs, afin de mieux appréhender le risque d’affaissement de terrain, l'inventaire national des cavités souterraines permet de localiser celles situées sur la commune.
Concernant les mouvements de terrains, la commune a été reconnue en état de catastrophe naturelle au titre des dommages causés par la sécheresse en 1989, 1991, 2002, 2003 et 2005 et par des mouvements de terrain en 1999 et 2010.

#### Risques technologiques
Le risque de transport de matières dangereuses sur la commune est lié à sa traversée par une ou des infrastructures routières ou ferroviaires importantes ou la présence d'une canalisation de transport d'hydrocarbures. Un accident se produisant sur de telles infrastructures est susceptible d’avoir des effets graves sur les biens, les personnes ou l'environnement, selon la nature du matériau transporté. Des dispositions d’urbanisme peuvent être préconisées en conséquence.

## Administration

### Liste des maires
| Période                                  | Période  | Identité           | Étiquette | Qualité                                                                             |
| ---------------------------------------- | -------- | ------------------ | --------- | ----------------------------------------------------------------------------------- |
| Les données manquantes sont à compléter. |          |                    |           |                                                                                     |
| (maire en 1882)                          |          | Paul-Chéri Furet   |           |                                                                                     |
| (maire en 1981)                          |          | André Menanteau    |           |                                                                                     |
| 2001                                     | 2008     | Bruno Albert       |           |                                                                                     |
| 2008                                     | 2014     | Thierry Jullien    | PS        | Professeur des écoles Conseiller général du canton de Montlieu-la-Garde (2011-2015) |
| 2014                                     | En cours | Nicolas Morassutti | DVD       | Professeur des écoles                                                               |

### Région
À la suite de la réforme administrative de 2014 ramenant le nombre de régions de France métropolitaine de 22 à 13, la commune appartient depuis le 1er janvier 2016 à la région Nouvelle-Aquitaine, dont la capitale est Bordeaux. De 1972 au 31 décembre 2015, elle a appartenu à la région Poitou-Charentes, dont le chef-lieu était Poitiers.

## Démographie

### Évolution démographique
L'évolution du nombre d'habitants est connue à travers les recensements de la population effectués dans la commune depuis 1793. Pour les communes de moins de 10 000 habitants, une enquête de recensement portant sur toute la population est réalisée tous les cinq ans, les populations de référence des années intermédiaires étant quant à elles estimées par interpolation ou extrapolation. Pour la commune, le premier recensement exhaustif entrant dans le cadre du nouveau dispositif a été réalisé en 2008.

En 2022, la commune comptait 1 263 habitants, en évolution de −2,7 % par rapport à 2016 (Charente-Maritime : +4,04 %, France hors Mayotte : +2,11 %).
| 1793 | 1800 | 1806 | 1821 | 1831 | 1836 | 1841 | 1846 | 1851 |
| ---- | ---- | ---- | ---- | ---- | ---- | ---- | ---- | ---- |
| 843  | 653  | 702  | 754  | 843  | 923  | 968  | 975  | 958  |

| 1856  | 1861 | 1866 | 1872 | 1876  | 1881  | 1886 | 1891 | 1896 |
| ----- | ---- | ---- | ---- | ----- | ----- | ---- | ---- | ---- |
| 1 059 | 970  | 975  | 980  | 1 085 | 1 121 | 978  | 947  | 876  |

| 1901 | 1906 | 1911 | 1921 | 1926 | 1931 | 1936 | 1946 | 1954 |
| ---- | ---- | ---- | ---- | ---- | ---- | ---- | ---- | ---- |
| 878  | 856  | 710  | 722  | 746  | 712  | 714  | 815  | 843  |

| 1962 | 1968  | 1975  | 1982  | 1990  | 1999  | 2006  | 2008  | 2013  |
| ---- | ----- | ----- | ----- | ----- | ----- | ----- | ----- | ----- |
| 903  | 1 469 | 1 317 | 1 289 | 1 326 | 1 275 | 1 318 | 1 330 | 1 324 |

| 2018  | 2022  | - | - | - | - | - | - | - |
| ----- | ----- | - | - | - | - | - | - | - |
| 1 231 | 1 263 | - | - | - | - | - | - | - |

### Pyramide des âges
La population de la commune est relativement âgée.
En 2018, le taux de personnes d'un âge inférieur à 30 ans s'élève à 25,2 %, soit en dessous de la moyenne départementale (29 %). À l'inverse, le taux de personnes d'âge supérieur à 60 ans est de 38,6 % la même année, alors qu'il est de 34,9 % au niveau départemental.
En 2018, la commune comptait 614 hommes pour 617 femmes, soit un taux de 50,12 % de femmes, largement inférieur au taux départemental (52,15 %).
Les pyramides des âges de la commune et du département s'établissent comme suit.
| Hommes | Classe d’âge | Femmes |
| ------ | ------------ | ------ |
| 1,6    | 90 ou +      | 5,7    |
| 12,2   | 75-89 ans    | 18,3   |
| 20,0   | 60-74 ans    | 19,4   |
| 19,7   | 45-59 ans    | 16,9   |
| 19,4   | 30-44 ans    | 16,4   |
| 13,4   | 15-29 ans    | 10,4   |
| 13,7   | 0-14 ans     | 13,0   |

| Hommes | Classe d’âge | Femmes |
| ------ | ------------ | ------ |
| 1,1    | 90 ou +      | 2,6    |
| 10,1   | 75-89 ans    | 12,6   |
| 22     | 60-74 ans    | 23,2   |
| 20,1   | 45-59 ans    | 19,7   |
| 16,1   | 30-44 ans    | 15,6   |
| 15,2   | 15-29 ans    | 12,7   |
| 15,4   | 0-14 ans     | 13,6   |

### Remarques
Montlieu a absorbé la commune de La Garde en 1965.
| 1946 | 1954 | 1962 |
| ---- | ---- | ---- |
| 598  | 668  | 613  |

## Culture locale et patrimoine

### Lieux et monuments

#### Patrimoine religieux
- L'église paroissiale Notre-Dame de l'Assomption[33] dans le bourg recèle une maquette de bateau, le Saint-Laurent, dont la coque est en bois massif. C'est un bateau de ligne de troisième rang avec 2 ponts dont le premier porte une batterie de 16 canons et le second une de 12 canons. Cette maquette fut réalisée en 1859 par Armand Phelippon et a probablement été utilisée autrefois pour les processions car elle est munie de 6 anneaux de transport sur les flancs. Cette maquette est classée  monument historique au titre objet depuis 1990[34]. L'église possède la châsse et les reliques de Saint Ixile, enfant romain martyr de treize ans (IIIe – IVe siècle), précédemment affectés au Petit séminaire de Montlieu[35].

- L'église Saint-Gilles à Challaux renferme divers éléments datant de 1757 (2 autels, 2 retables, 2 statues : Vierge à l'Enfant, saint Laurent) classés monument historique au titre objet depuis 1980[36],[37]. C'était un ancien prieuré[38].

- L'église de l'ancienne paroisse de Saint-Vivien est entourée de son cimetière. C'était un ancien prieuré[39].

- La chapelle du Petit-Séminaire construite entre 1852 et 1864 par l'architecte Gustave Alaux, par-dessus l'ancienne église Saint-Laurent du Roch[40]. Le portail rappelle celui de Saint-Palais-de-Négrignac.

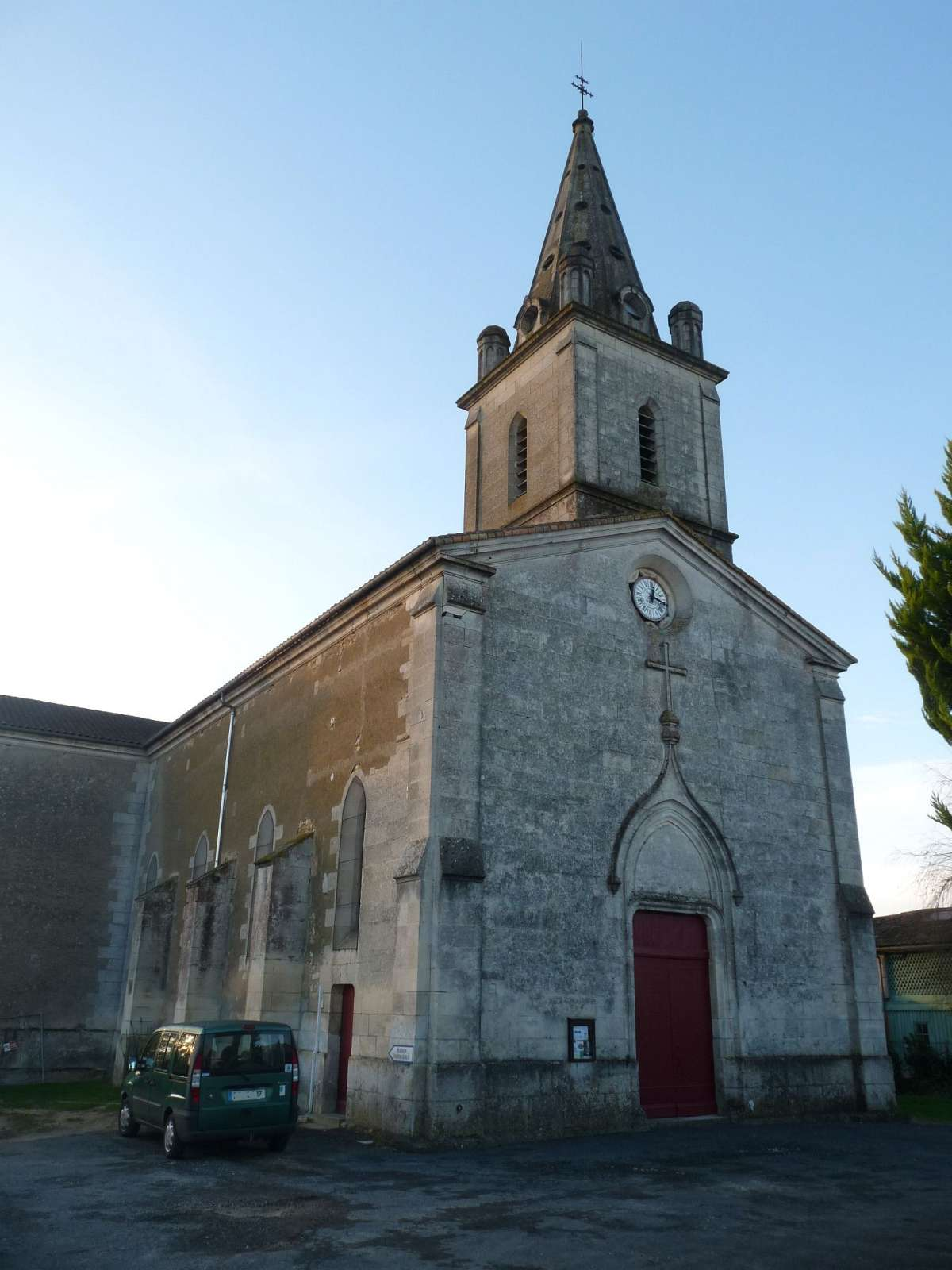
L'église N.-D. de l'Assomption.
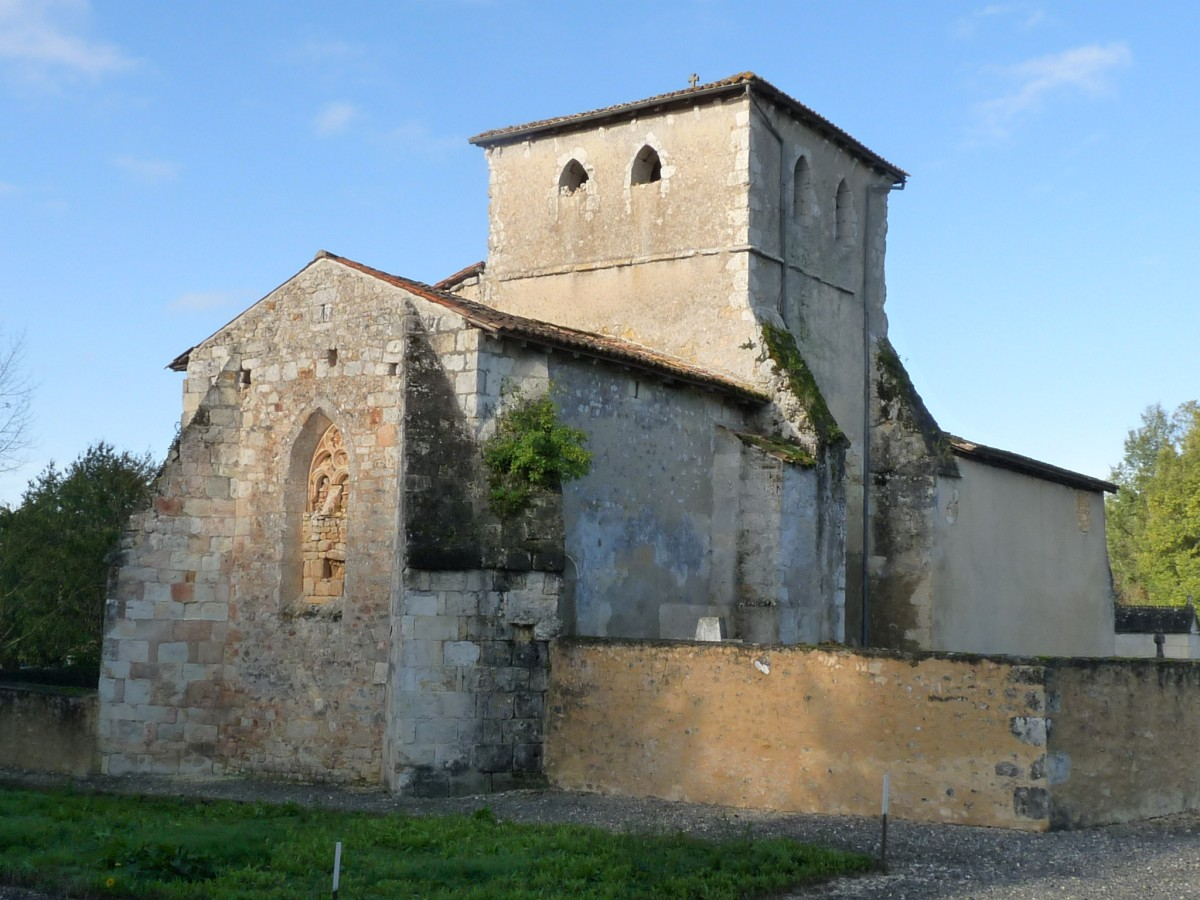
Église de Challaux.
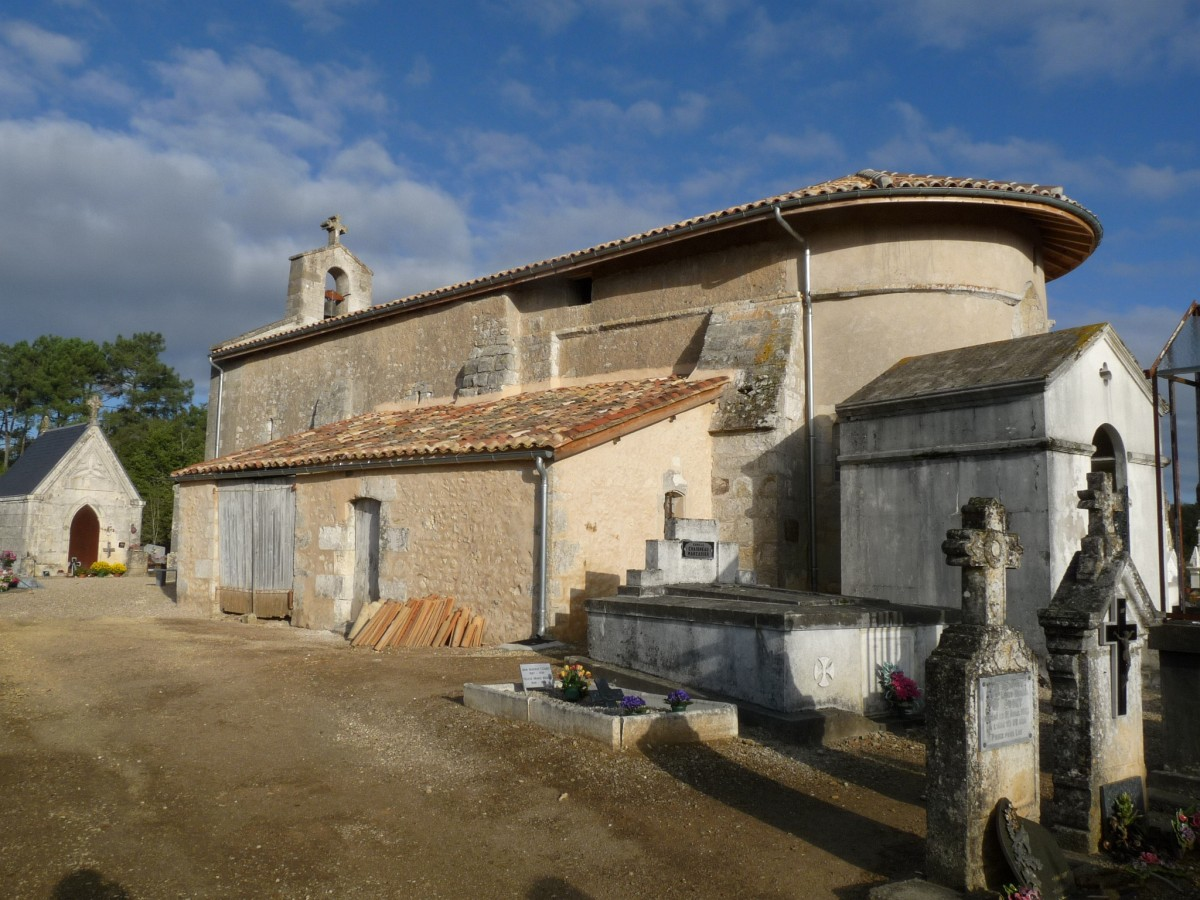
Église Saint-Vivien.

#### Patrimoine civil

##### Maisons d'anciens domaines
- Les Jards[41] : implanté au nord-ouest, en contrebas du bourg de Montlieu, le manoir se compose d'un ancien corps de logis bas avec œils-de-bœuf couvert de tuiles creuses. Une maison de maître couverte d'ardoises y est accolée[42]. Cet ancien fief noble eut appartenu à la famille de Beaupoil de Saint-Aulaire dès 1778. Sur le plan du cadastre de 1836, on y retrouve un vivier en contrebas et un moulin à aubes sur la Seugne.
- La Ravaillerie[43] : implantée au nord, en contrebas du bourg de Montlieu, cette ferme possède un ancien corps de logis principal bas, surmonté d'œils-de-bœuf. Des bâtiments agricoles et domestiques y sont accolés ce qui forme une cour carrée. L'ensemble est couvert de tuiles creuses. La terre de ce domaine fut anobli en 1588 par Léonor Chabot de Saint-Gelais en faveur de Jehan Guérin, chevaucheur et maître de poste de Montlieu[44]. Par la suite, ce bien fut acquis en 1648 par les Hillayret[42] qui plus tard le vendirent à la famille Rippe de Beaulieu en 1738, dont les Vigen héritèrent.
- Le Maine[45] : implantée au nord-est du bourg de Montlieu, cette ferme possède un ancien corps de logis bas, surmonté d'œils-de-bœuf. Cette métairie appartenait aux Vigen.
- Les Galards : implanté à l'ouest de la commune, près de Challaux, divers bâtiments agricoles et domestiques forment une cour devant l'ancien corps de logis bas, surmonté d'œils-de-bœuf. Une maison de maître y est accolée. Le site appartenait à la famille Masrouby qui le transmit aux Vigen.
- D'autres lieux-dits se distinguent aussi avec des maisons de maître couvertes d'ardoise : Château Gaillard, chez Bergeon, la Grange.

##### Lavoirs du Rambaud
- Le lavoir de la Garde, se situe en contrebas du bourg, où le Rambaud (affluent du Lary) prend sa source. Bâti de bois, il forme un U autour du bassin.

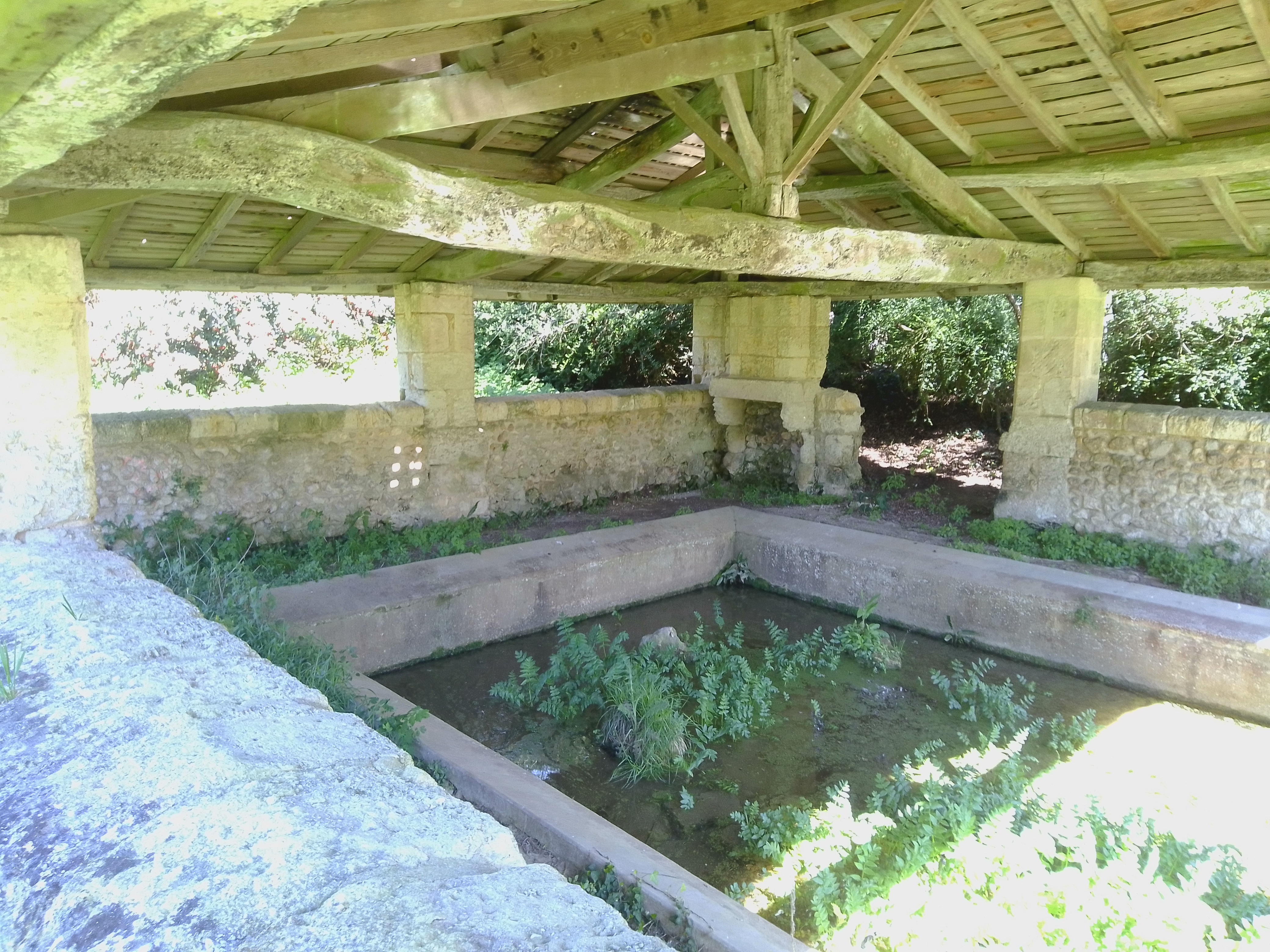
Lavoir du Célier à Montlieu.

- Lavoir du Célier à Montlieu.Le lavoir de Montlieu, se situe en aval. Autrefois nommé le lavoir du Célier, il est bâti de pierres et doté d'une cheminée remarquable.

##### Monuments funéraires
- Monuments aux morts de Montlieu, place de la Victoire.
- Monuments aux morts de la Garde, place Charles Vigen.
- Le monument des Américains, près du croisement de chez Bonnet à St Vivien.
- L'ancien cimetière du Petit Séminaire.

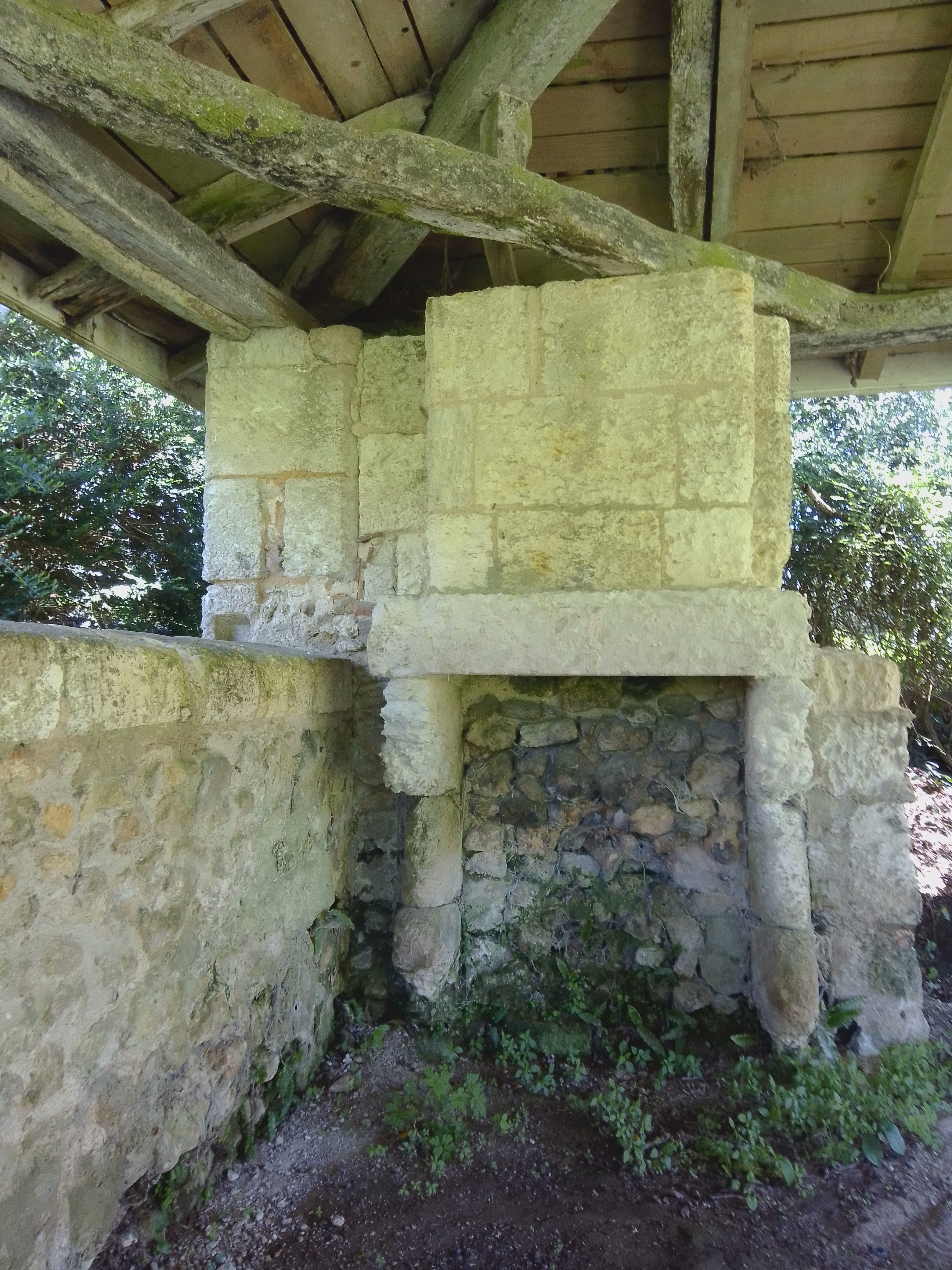
Cheminée du lavoir du Célier à Montlieu.

- Cheminée du lavoir du Célier à Montlieu.D'autres tombes anciennes se distinguent dans les cimetières de Montlieu, Challaux ou Saint-Vivien.

##### Moulins
- Le moulin à aubes de Berland, situé sur la rive droite du Lary, limitrophe avec Saint-Palais-de-Négrignac.

### Personnalités liées à la commune
- Charles Vigen (1864-1928), médecin et historien[46].
- L'Abbé Richard (1822-1882), attaché toute sa vie au séminaire de Montlieu et qui connut la célébrité en France et en Europe comme sourcier en se revendiquant le successeur de l’Abbé Paramelle
- Jean de Saint Gelais, seigneur de Montlieu, biographe de Louis XII[6].
- L'abbé Alta, pseudonyme de Calixte Melinge, (1842-1933), ecclésiastique, auteur d'ouvrages liés au gnosticisme, né à Montlieu-la-Garde et professeur au Petit Séminaire de 1865 à 1869.
- Eugène Rimbault, auteur-compositeur de chansons né à Montlieu (1862-1952).

### Héraldique
| Blason | Blasonnement : De gueules aux sept besants d’or 3, 3 et 1. |